# Svalbard i Jan Mayen

Ubicació de Svalbard i Jan Mayen al món.

Svalbard i Jan Mayen (en noruec: Svalbard og Jan Mayen, ISO 3166-1 alfa-2: SJ, ISO 3166-1 alpha-3: SJM, ISO 3166-1 numèric: 744) és una designació estadística, en la qual s'agrupen dos territoris de Noruega amb jurisdiccions separades: Svalbard i Jan Mayen.

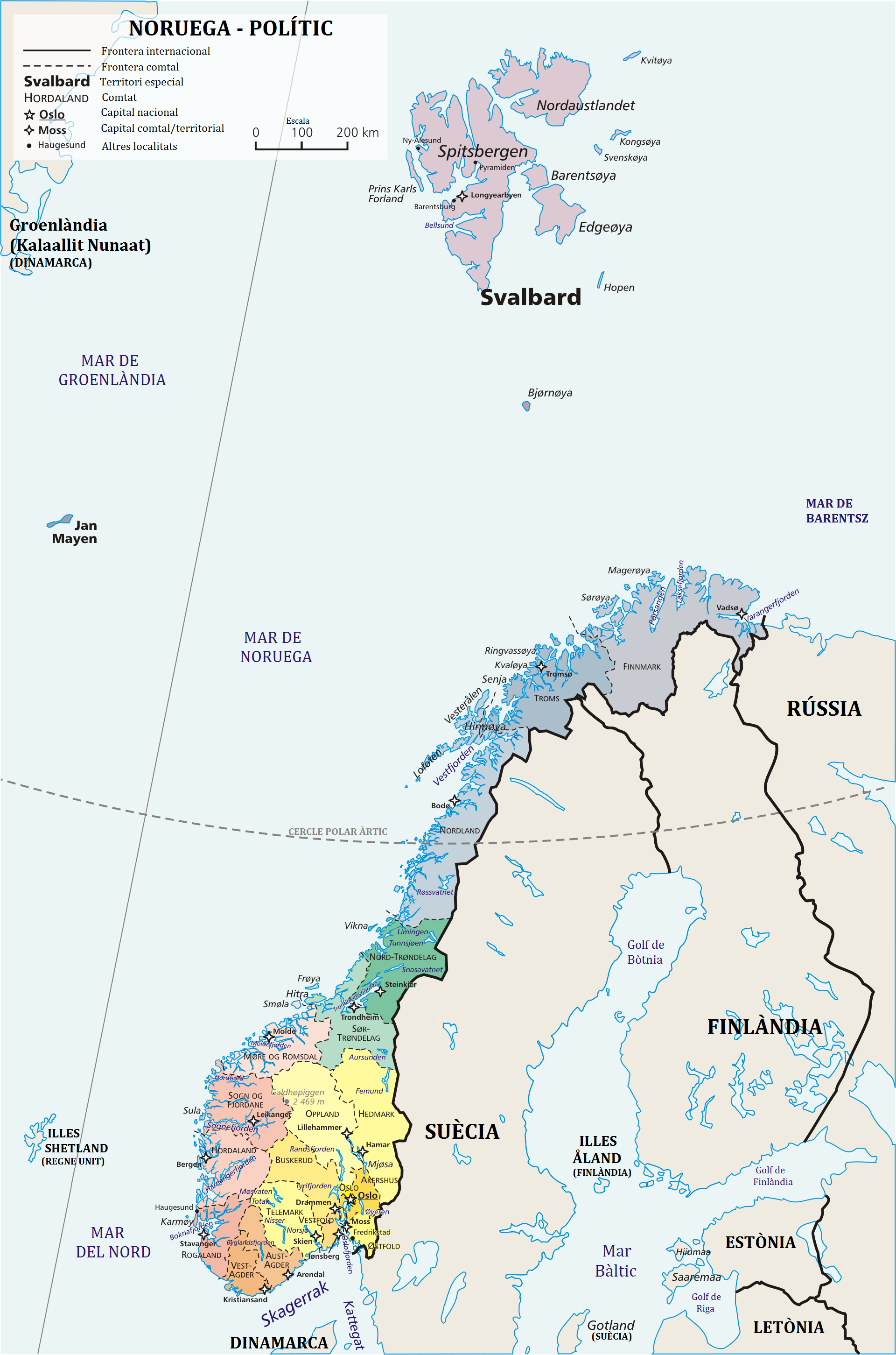
Mapa geopolític de Noruega, en què s'hi mostren Svalbard i Jan Mayen respecte la Noruega continental.

L'arxipèlag àrtic de Svalbard es troba totalment sota sobirania noruega emparat en l'estatus especial atorgat en el Tractat de Svalbard, el qual també estableix certes normes i obligacions. Svalbard, per exemple, no és part de l'Acord de Schengen que s'aplica a la resta del país (incloent Jan Mayen) i en aquest territori els immigrants no necessiten visat per a treballar-hi o viure-hi. El territori de Svalbard és administrat per un governador representant del Ministeri de Justícia i Policia.
La remota illa de Jan Mayen és un territori integrat a Noruega i no se li apliquen cap de les consideracions establertes per a Svalbard. Entre 1930 i 1994, Jan Mayen va ser administrada pel governador de Svalbard, però des de 1995 depèn del governador del comtat de Nordland. Des d'aquesta data, Jan Mayen no té cap connexió administrativa amb l'arxipèlag de Svalbard, situat a més de 1.000 quilòmetres de distància.
Tot i les diferències entre l'administració de tots dos estats, l'ISO els considera un sol organisme en la seva llista de codis de països i territoris dependents. Això es deuria al fet que, quan l'ISO va proposar crear un codi especial per a Svalbard, hauria estat el Ministeri de Relacions Exteriors noruec qui hauria proposat d'incloure-hi Jan Mayen.
Existeixen altres classificacions que agrupen tots dos territoris, com ara la Divisió d'estadístiques de les Nacions Unides que té una secció especial per a "Svalbard i Jan Mayen" per no incloure aquestes dades en la secció general de "Noruega".
A més, d'acord amb la llista ISO 3166-1 alfa-2, Svalbard i Jan Mayen comparteixen el codi SJ, reservat com el seu domini d'internet ccTLD, .sj. Tot i això, els residents en els dos territoris fan servir el codi de Noruega, .no, mentre .sj es manté sense ús.